# أرت بيندكت
أرت بيندكت (بالإنجليزية: Art Benedict)‏ هو لاعب كرة قاعدة أمريكي، ولد في 31 مارس 1862 في Cornwall Township, Henry County, Illinois ‏ في الولايات المتحدة، وتوفي في 14 يناير 1948 في دنفر في الولايات المتحدة.